# Henryk Szordykowski

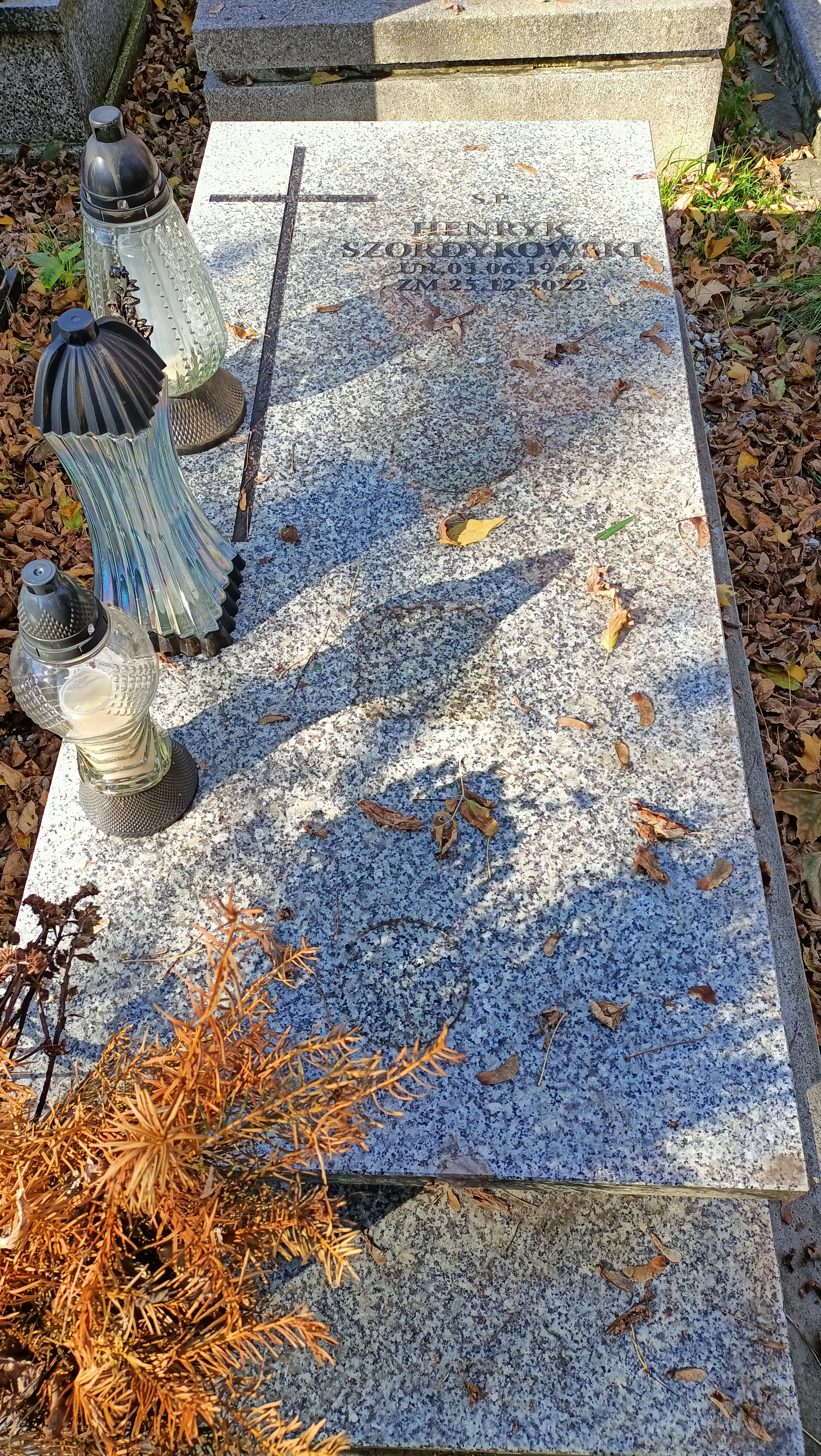
Grób Henryka Szordykowskiego na Cmentarzu Rakowickim w Krakowie

Henryk Jan Szordykowski (ur. 3 czerwca 1944 w Iłowie-Osadzie, zm. 25 grudnia 2022) – polski lekkoatleta, średniodystansowiec, medalista mistrzostw Europy, olimpijczyk.

## Osiągnięcia
Startował w biegach na 800 metrów i 1500 metrów, a pod koniec kariery także na 5000 metrów. Największe sukcesy odniósł na 1500 metrów.
Dwukrotnie wystąpił w igrzyskach olimpijskich. W Meksyku w 1968 zajął 7. miejsce w biegu na 1500 m, a w biegu na 800 m nie wystąpił (pomimo kwalifikacji) w półfinale. W Monachium w 1972 odpadł w półfinale na 1500 m.
Cztery razy startował w mistrzostwach Europy, zdobywając dwa medale. w Budapeszcie w 1966 zajął 8. miejsce na 1500 m. W Atenach w roku 1969 zdobył brązowy medal na tym dystansie, a w Helsinkach w 1971 srebrny. W Rzymie w 1974 odpadł w eliminacjach.
Największe sukcesy odniósł podczas halowych mistrzostw Europy. Podczas Europejskich Igrzysk Halowych w Belgradzie w 1969 zdobył srebrny medal w biegu na 800 m i złoty w sztafecie 1+2+3+4 okrążenia (z Edwardem Romanowskim, Andrzejem Badeńskim i Janem Radomskim). Cztery razy zdobywał halowe mistrzostwo Europy na 1500 m (w Wiedniu (1970), Sofii (1971), Rotterdamie (1973) i Göteborgu (1974)), a w swym ostatnim starcie w Katowicach (1975) był szósty.
Jedenaście razy był mistrzem Polski:
- bieg na 800 metrów – 1966, 1967, 1969
- bieg na 1500 metrów – 1968, 1971, 1972, 1974
- bieg przełajowy na 3 km – 1966, 1967
- bieg przełajowy na 4 km – 1970
- bieg przełajowy na 6 km – 1972

Trzy razy był halowym mistrzem Stanów Zjednoczonych w biegu na 1 milę (w 1969, 1971 i 1975). Był rekordzistą Polski na 1500 m, 2000 m i w sztafecie klubowej 3 × 1000 m. Dwa razy zwyciężył w głównym biegu Memoriału Janusza Kusocińskiego – w 1968 i 1976 na 3000 metrów.
Zdobył „Złote Kolce” w 1970. W tym samym roku zajął 8. miejsce w Plebiscycie Przeglądu Sportowego. Był zawodnikiem Wawelu Kraków. Jego brat Zenon był także znanym średniodystansowcem. Został pochowany na cmentarzu Rakowickim w Krakowie.

## Rekordy życiowe
Na stadionie
- bieg na 800 metrów – 1:46,6 s. (30 lipca 1968, Grosseto - Włochy) - 20. wynik w historii polskiej lekkoatletyki[3]
- bieg na 1000 metrów – 2:19,1 s. (18 lipca 1967, Wałcz) - 12. wynik w historii polskiej lekkoatletyki[3]
- bieg na 1500 metrów – 3:38,2 s. (29 sierpnia 1969, Warszawa) wynik ten do roku 1977 był rekordem Polski[4]
- bieg na 2000 metrów – 5:02,4 s.
- bieg na 3000 metrów – 7:50,2 s. (22 czerwca 1976, Bydgoszcz) - 8. wynik w historii polskiej lekkoatletyki[3]
- bieg na 5000 metrów – 13:33,58 s. (20 sierpnia 1975, Zurych) - 6. wynik w historii polskiej lekkoatletyki[3]

W hali
- bieg na 800 metrów – 1:47,1 s. (8 marca 1969, Belgrad) - 5. wynik w historii polskiej lekkoatletyki, wynik ten do roku 2000 był halowym rekordem Polski[5]
- bieg na 1500 metrów – 3:41,4 s. (14 marca 1971, Sofia) wynik ten do roku 1985 był halowym rekordem Polski[5]